# 筒夾

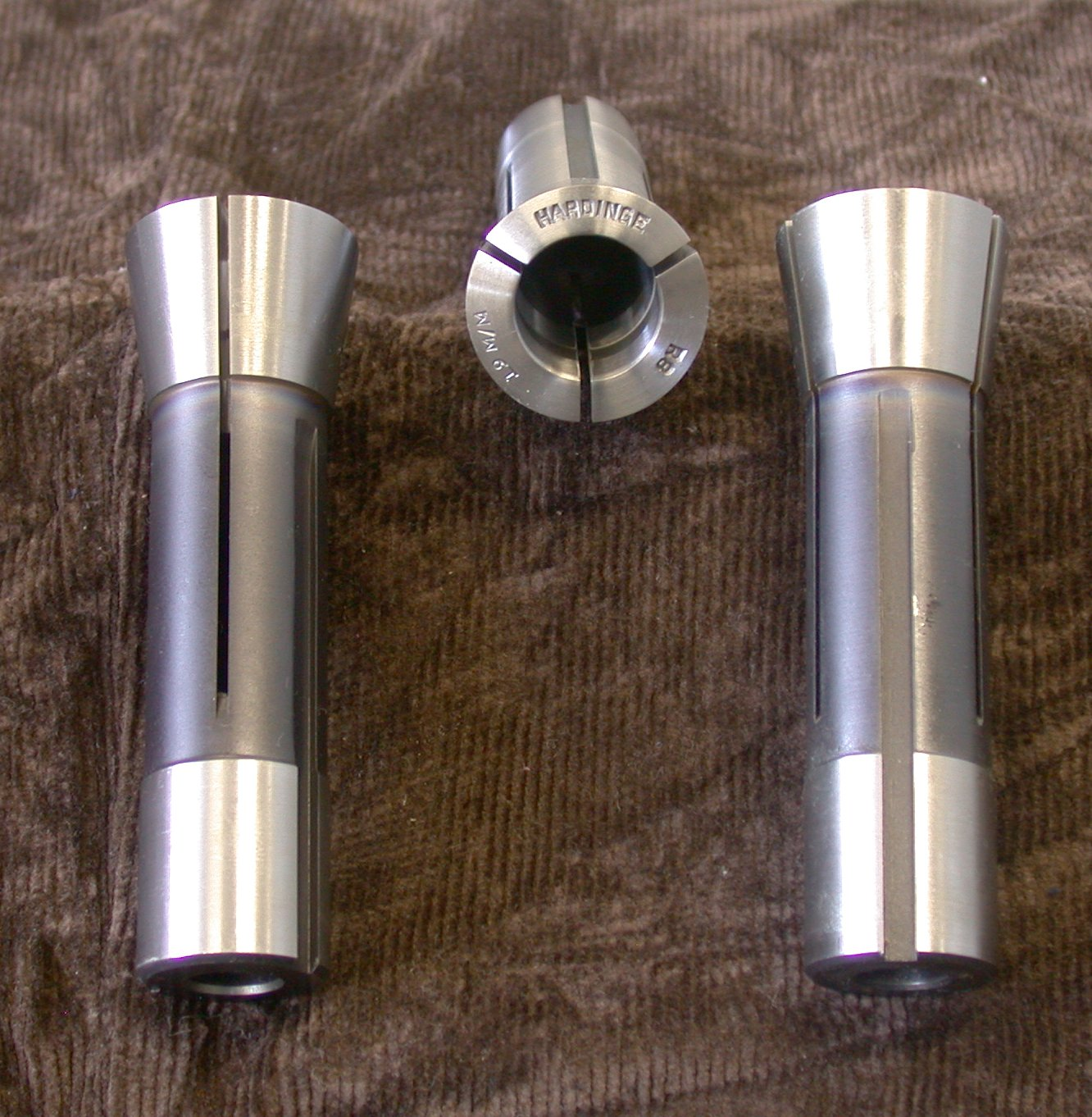
筒夾

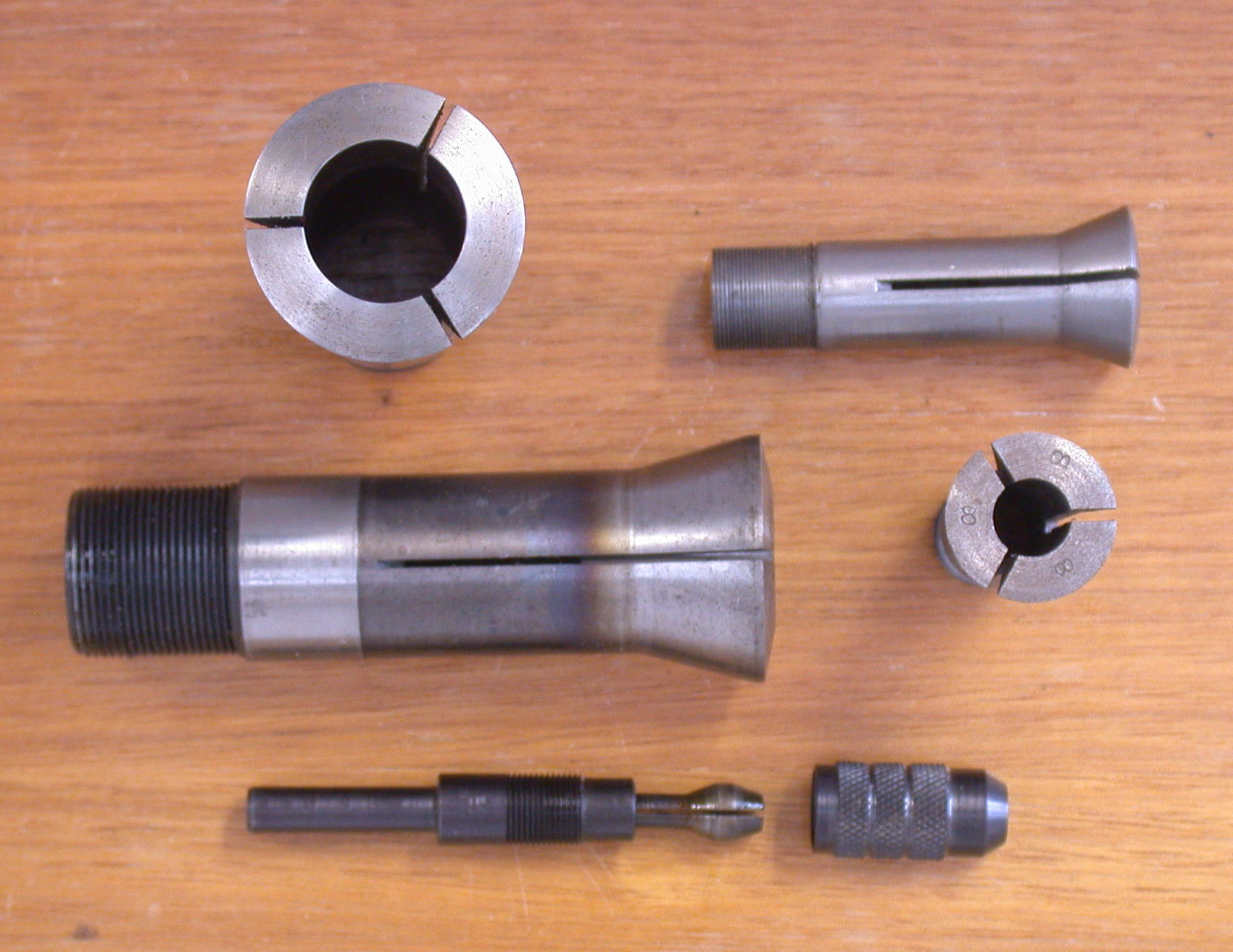
機器用的不同筒夾

筒夾是一種零件，它主要負責把小直徑的工作物夾緊於主軸端。主要用於六角車床及自動車床。
依種類與使用環境可大類分為：
▶刀用筒夾-用於夾持銑刀/鑽尾等固定直徑
●ER筒夾-為BT刀柄上最常見的規格
▶工件夾持用筒夾
依工作機台類型，分為以下兩種類型
●走心機-其結構分為導套和筒夾，機台型號已綁定筒夾規格
●走刀機-常見有以下分類
- 車床筒夾-常見有西德系列筒夾(遵循Din6343規範)
- 六角筒夾-用於切角機專用
- 後牙筒夾-常見有5C與16C為美規，YB15與YB25/32為日規
- 精密筒夾-以瑞士Schublin為首，經常用於電子零件的精密加工